# Carl Ernst Jarcke

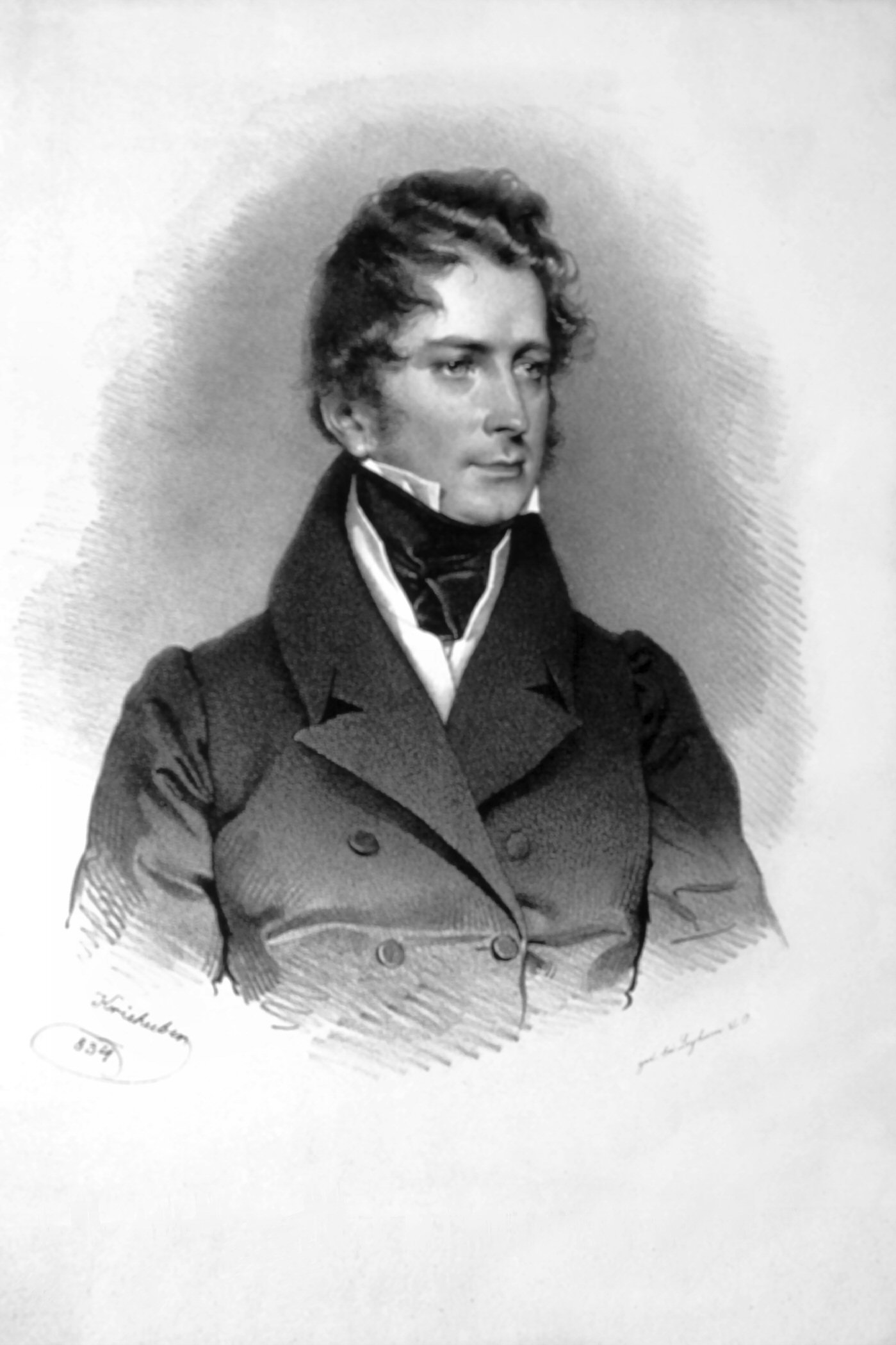
Carl Ernst Jarcke.

Carl Ernst Jarcke, född den 10 november 1801 i Danzig, Västpreussen, Preussen, död den 27 december 1852, var en tysk rättsvetenskaplig och politisk skriftställare.
Jarcke blev 1823 extra ordinarie juris professor i Bonn, flyttade 1824 som advokat till Köln, där han övergick till romersk-katolska läran och kallades 1825 till Berlin som extra ordinarie professor i kriminalrätt. Påverkad av julirevolutionen, övergick han alltmer från juridisk till politisk skriftställarverksamhet. År 1831 uppsatte han den ultrakonservativa tidningen "Das Berliner politische Wochenblatt", i vilken han med all makt sökte bekämpa idén om det konstitutionella kungadömet. 
År 1832 mottog Jarcke av Metternich kallelsen att inta den avlidne Friedrich von Gentz rådsplats i österrikiska statskansliet. Jämte denna nya verksamhet fortsatte han med iver sitt alltmer fanatiskt ultramontana skriftställarskap. Jarcke ägde också en väsentlig del i grundandet av "Historisch-politische Blätter für das katholische Deutschland" (1839). Till följd av de revolutionära rörelserna år 1848 måste han lämna sin befattning inom statskansliet. Hans Vermischte Schriften utgavs i 4 band (1839-54).